# Coby Riemersma
Jacoba Catharina (Coby) Riemersma (Amsterdam, 16 december 1905 – Haarlem, 13 november 1984) was een Nederlands zangpedagoge.
Ze was een dochter van kantoorbediende Frans Albert Riemersma en Bertha Wilhelmina Brinkman. Haar zus Miep van Luin werd pianiste. Riemersma bleef ongehuwd. Ze overleed in het Sint Elisabeth Gasthuis in Haarlem.
Riemersma studeerde op jonge leeftijd vooral piano. Ze wende zich tot de zangkunst met studies in Amsterdam en Parijs, onder andere bij professor Natalie Wetchor. In 1937 vestigde ze zich als zanglerares in Heemstede (Noord-Holland). In 1939 behaalde ze het staatsexamen.
In 1941 begon ze met lesgeven aan het Conservatorium van Amsterdam. Ze bleef er tot 1975 lesgeven in solozang, zangmethodiek en zangpedagogiek. Ze gaf tevens thuislessen, ook na haar pensionering aan het conservatorium. Ze was gespecialiseerd in ademhalingstechnieken. Naast Bep Ogterop was ze decennia lang de bekendste zangpedagoge van Nederland.
Robijns/Zijlstra vermeldt onder haar leerlingen: Marius van Altena, Marco Bakker, Nico Boer, Jan Derksen, Christina Deutekom, Alexandra van Marken, Hein Boele, Rob de Nijs, Martine Bijl, André van Duin, Willem Nijholt, Lee Towers en Jacco van Renesse. Ze maakte geen onderscheid tussen klassieke zang of zang binnen de 'lichtere genres'.
Van haar hand kwam een leergang ten dienste van het zangonderwijs en ze gaf cursussen door het hele land, waaronder in Breukelen (Queekhoven) en Heemstede (‘t Oude Slot). Ze was oprichtster van de vereniging 'Vrienden van het Lied'.

## Eerbetoon
In 1974 kreeg ze een muzikale hulde in het Haarlemse Concertgebouw, waarbij burgemeester Wilhem Herman Daniël Quarles van Ufford een toespraak hield en haar de versierselen van Ridder in de Orde van Oranje-Nassau uitreikte. In 1981 ontving zij de Jos de Klerkprijs. Albert de Klerk droeg zijn Vocalise voor hoge zangstem en piano aan Riemersma op. In 1982 werd ze erelid van de Vereniging Oud Heemstede-Bennekom. Mede dankzij haar zou de Blekersvaart niet gedempt worden. Heemstede kent sinds 1984 de Coby Riemersmalaan; de vernoeming vond direct na haar overlijden plaats. 
Ze werd begraven op de algemene Begraafplaats Heemstede aan Herfstlaan. Haar grafsteen (waarop een foutief jaar van overlijden) vermeldt van Vergilius:
Gelukkig is hij die wat hij bemint met kracht durft te verdedigen